# Lackfräse
Eine Lackfräse ist ein handgeführtes Elektrowerkzeug, mit dem Farben und Lacke von ebenen Holzflächen und Kunststoffen entfernt werden können.

## Funktionsweise

### Aufbau einer Lackfräse
Das wichtigste Bauteil der Lackfräse ist das Wendemesser. Dieses ist vorne an der Lackfräse befestigt und dreht sich im Uhrzeigersinn. Dieses Wendemesser ist austauschbar und muss dem zu bearbeitenden Material angepasst werden. Statt wie bei herkömmlichen Verfahren nach und nach feine Schichten durch Schleifen oder Abbeizen zu entfernen, kann die Lackfräse die Farb- oder Lackschicht in einem Arbeitsgang vom Holz entfernen. Dazu schält oder hobelt ein einstellbarer, mit mehreren Hartmetallmessern besetzter Fräskopf den Lack ab. Je nach Güte des Rückhaltevermögen des anschließbaren Industriesauger arbeitet das Gerät entsprechend staubarm.